# Тебриз (аеропорт)
Міжнародний аеропорт Тебриз  (перс. فرودگاه بین المللی تبریز) (IATA: TBZ, ICAO: OITT) — аеропорт, що обслуговує місто Тебриз, Іран. Головний аеропорт Тебризу. Злітно-посадкову смугу летовища також використовує тактична авіабаза 2 ВПС Ісламської Республіки Іран.

## Авіалінії та напрямки, лютий 2020
| Авіакомпанія         | Пункт призначення                                                                                |
| -------------------- | ------------------------------------------------------------------------------------------------ |
| ATA Airlines         | Ахваз, Бендер-Аббас, Ісфахан, Стамбул, Кіш-острів, Мешхед, Шираз, Тегеран-Мехрабад Чартер: Ізмір |
| AtlasGlobal          | Сезонний чартер: Анталія                                                                         |
| Caspian Airlines     | Еселуйе, Тегеран-Мехрабад                                                                        |
| Corendon Airlines    | Сезонний чартер: Анталія                                                                         |
| Georgian Airways     | Сезонний чартер: Тбілісі                                                                         |
| Iran Air             | Ахваз, Баку, Ісфахан, Мешхед, Решт, Сарі, Тегеран-Мехрабад Сезонний: Багдад                      |
| Iran Air Tours       | Стамбул, Мешхед, Тегеран-Мехрабад Чартер: Ізмір                                                  |
| Iran Aseman Airlines | Шираз, Тегеран-Мехрабад                                                                          |
| Kish Airlines        | Кіш-острів                                                                                       |
| Mahan Air            | Ісфахан, Керман                                                                                  |
| Meraj Airlines       | Мешхед, Тегеран-Мехрабад                                                                         |
| Onur Air             | Сезонний чартер: Анталія                                                                         |
| Pegasus Airlines     | Сезонний чартер: Анталія                                                                         |
| Qeshm Airlines       | Багдад, Бендер-Аббас, Гамбург, Шираз, Тегеран-Мехрабад                                           |
| Saudia               | Сезонний: Джидда, Медина                                                                         |
| SunExpress           | Сезонний чартер: Анталія                                                                         |
| Taban Air            | Чартер: Батумі, Тбілісі, Єреван                                                                  |
| Turkish Airlines     | Стамбул                                                                                          |
| Zagros Airlines      | Мешхед, Тегеран-Мехрабад Сезонний чартер: Испарта                                                |